# Campionati mondiali di bob 1965
I Campionati mondiali di bob 1965, ventitreesima edizione della manifestazione organizzata dalla Federazione Internazionale di Bob e Skeleton, si sono disputati a Sankt Moritz, in Svizzera sulla pista Olympia Bobrun St. Moritz–Celerina, il tracciato naturale sul quale si svolsero le competizioni del bob e dello skeleton ai Giochi di Sankt Moritz 1928 e di Sankt Moritz 1948 e le rassegne iridate maschili del 1931, del 1935, del 1937 (limitatamente al bob a quattro), del 1938 e del 1939 (solo bob a due), del 1947, del 1955, del 1957 e del 1959 per entrambe le specialità maschili. La località elvetica ha ospitato quindi le competizioni iridate per l'ottava volta nel bob a quattro e per la settima nel bob a due uomini.
L'edizione ha visto prevalere il Canada che si aggiudicò una medaglia d'oro e una di bronzo sulle sei disponibili in totale, sopravanzando di stretta misura il Regno Unito con un oro, lasciando all'Italia i due argenti e agli Stati Uniti un bronzo. I titoli sono stati infatti conquistati nel bob a due uomini dai britannici Anthony Nash e Robin Dixon e nel bob a quattro dai canadesi Vic Emery, Gerald Presley, Michael Young e Peter Kirby.

## Risultati

### Bob a due uomini
| Pos. | Atleti                           | Nazione     |
| ---- | -------------------------------- | ----------- |
|      | Anthony Nash Robin Dixon         | Regno Unito |
|      | Rinaldo Ruatti Enrico De Lorenzo | Italia      |
|      | Vic Emery Michael Young          | Canada      |

### Bob a quattro
| Pos. | Atleti                                                         | Nazione     |
| ---- | -------------------------------------------------------------- | ----------- |
|      | Vic Emery Gerald Presley Michael Young Peter Kirby             | Canada      |
|      | Nevio De Zordo Italo De Lorenzo Pietro Lesana Robert Mocellini | Italia      |
|      | Fred Fortune Richard Knuckles Joe Wilson James Lord            | Stati Uniti |

## Medagliere
| Posizione | Nazione     | Oro | Argento | Bronzo | Totale |
| --------- | ----------- | --- | ------- | ------ | ------ |
| 1         | Canada      | 1   | 0       | 1      | 2      |
| 2         | Regno Unito | 1   | 0       | 0      | 1      |
| 3         | Italia      | 0   | 2       | 0      | 1      |
| 4         | Stati Uniti | 0   | 0       | 1      | 1      |
| Totale    | Totale      | 2   | 2       | 2      | 6      |